# Мустафіна Фатіма Хамідівна
Фатіма Хамідовна Мустафіна (башк. Мостафіна Фатіма Хәміт ҡиҙи, 26 грудня 1913 р. Дінгезбаєво, Імелеєвська волость, Пугачовський повіт, Самарська губернія (нині Великочернігівський район Самарської області) Російська імперія — 2 листопада 1998 р. Уфа) — педагог, партійний і державний діяч, кандидат філософських наук, заслужений учитель школи РРФСР, Перший секретар Башкирського обкому ВЛКСМ (1936—1944), завідувачка відділу науки і навчальних закладів Башкирського обкому КПРС (1951—1955), міністр освіти БАССР (1955—1971).

## Біографія
Фатіма Хамідовна Мустафіна народилася 26 грудня 1913 року в селі Дінгізбай Пугачовського повіту Самарської губернії (нині — Великочернігівський район Самарської області РФ). Її дитинство припало на голод у Поволжі 1921—1922. Батько Фатіми Хамід доклав усіх зусиль, щоб врятувати сім'ю від смерті. Хамід Мустафін вирішив відвести сім'ю на південь у Ташкент. Але на шляху в поїзді він заразився тифом і незабаром помер, так і не доїхавши до місця. Мати Фатіми Газіза, щоб врятувати дітей — Фатіму і Анвара влаштувала їх у дитбудинок. Через кілька років вона разом з дітьми повернулася до Башкирії, в Уфу. Тут їй і її дітям допомогли облаштуватися Давлетшина, Хадія і Губай, які були їх земляками і влаштували Фатіму і Анвара вчитися в республіканську башкирську середню школу з інтернатом імені В. І. Леніна.
У 1930 році Фатіма Мустафіна вступила в Башкирський педагогічний інститут імені К. А. Тімірязєва, після закінчення якого працювала в системі ВЛКСМ. У 1941 році Фатіма Мустафіна вступила до лав КПРС. У 1947 році Фатіма Хамідовна вступила до аспірантури Академії суспільних наук при ЦК ВКП (б) і в 1950 році стала кандидатом філософських наук. У 1951 році вона повернулася до Уфи і приступила до роботи в обкомі на посаді завідувача відділом науки і вишів. Потім у червні 1953 року її перевели на посаду завідувачки відділу шкіл.
У лютому 1955 року указом Президії Верховної Ради Башкірської АРСР Мустафіна Фатіма Хамідовна була призначена міністром освіти республіки. На посаді міністра вона провела чимало важливих реформ у галузі освіти. Зокрема, через гостру нестачу кадрів у багатьох школах почалося будівництво і відкриття педагогічних училищ в Уфі, Салаваті, Сібаї, Кумертау й ін. У столиці БАССР у 1967 році знову відкрилася Башкірська філія АН СРСР і побудований новий Башкирський державний педагогічний інститут (замість БГПІ ім. Тімірязєва, перетвореного в БДУ).
За більш ніж 16 років, працюючи міністром освіти, Фатіма Мустафіна була провідником шкільних реформ 60 — 70-х років у республіці. За багаторічну працю на благо республіки, Фатіму Хамідовну удостоїли безлічі нагород, у тому числі — Орденом Леніна, двома орденами Трудового Червоного Прапора.

## Пам'ять
Башкирська гімназія № 20 міста Уфи носить ім'я Фатіми Мустафіної.